# بابلو زاباليتا

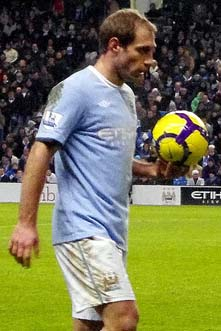
بابلو زاباليتا

بابلو خافيير زاباليتا غيرود (بالإسبانية: Pablo Javier Zabaleta Girod؛ مواليد 16 يناير 1985) لاعب كرة قدم سابق من الأرجنتين كان يلعب في مركز الظهير الأيمن.
فاز زاباليتا مع مانشستر سيتي بجميع منافسات إنجلترا: كأس الاتحاد (2011)، الدوري الإنجليزي الممتاز (2012 و2014)، كأس الرابطة (2014 و2016) ودرع الاتحاد (2012). قبل انضمامه إلى السيتي، لعب زاباليتا في الدوري الإسباني مع نادي إسبانيول، وفاز معه بنسخة 2005–06 من كأس ملك إسبانيا. لعب مع مانشستر سيتي في 333 مناسبة على مدى 9 مواسم قبل أن ينضم إلى وست هام يونايتد في صيف 2017. ومثّل الأخير في 80 مناسبة على مدى ثلاث مواسم، قبل أن يعلن اعتزاله رسميًّا في السادس عشر من أكتوبر 2020.
على الصعيد الدولي، لعب زاباليتا مع منتخب الأرجنتين منذ 2005. وشارك مع المنتخب في كوبا أمريكا 2011 و2015 وكأس العالم 2014، محقّقًا الوصافة في الأخيرين. كما كان من الفريق الذي حقق الميدالية الذهبية في الألعاب الأولمبية 2008.

## مسيرته مع الأندية

### إسبانيول
بعد أن قاد زاباليتا منتخب بلاده للفوز ب كأس العالم للشباب تحت 20 سنة 2005، عبر بابلو المحيط الأطلسي حيث انضم إلى نادي إسبانيول، وساعد الفريق الفائز بالدوري الأسباني في الوصول إلى نهائي كأس الاتحاد الأوروبي لعام 2007 حيث خسر بركلات الترجيح أمام نادي إشبيلية.

### مانشستر سيتي
وجاء به مارك هيوز إلى نادي مانشستر سيتي في أغسطس/آب 2008، ولعب لأول مرة في المباراة التي انتهت بهزيمة مانشستر سيتي على أرضه أمام نادي تشيلسي في 13 سبتمبر/أيلول. وسجل أول أهدافه أمام نادي ويجان في يناير/كانون الثاني والذي كان هدف الفوز أيضاً. أثبت زاباليتا مهارته الفائقة في كلٍّ من مركز الظهير الأيمن ووسط الملعب في أول موسم له مع نادي مانشستر سيتي وهو الحائز على الميدالية الذهبية الأولمبية. احتل المركز الثالث في تصويت جماهير النادي لأفضل لاعب في الموسم ببراعته الكروية. بلغ مجموع مشاركاته في موسمه الأول بإنجلترا 39 مباراة.

## مسيرته مع المنتخب
كان زاباليتا عضواً في منتخبات الأرجنتين للمراحل السنية المختلفة منذ أن كانفي سن الرابعة عشرة. قاد منتخب بلاده للفوز ب كأس العالم للشباب تحت 20 سنة 2005 وذلك قبل أن يظهر في الألعاب الأولمبية الصيفية 2008 ببكين ويعتلي منصة التتويج مع منتخب بلاده.
و في الوقت الحالي أصبح يشارك كأساسي في المنتخب الأرجنتيني في تصفيات كاس العالم 2014.

## روابط خارجية
- بابلو زاباليتا على موقع الاتحاد الدولي (مؤرشف)  (الإنجليزية)
- بابلو زاباليتا على موقع الاتحاد الأوربي (الإنجليزية)
- بابلو زاباليتا على موقع قاعدة بيانات كرة القدم.إي يو (الإنجليزية)
- بابلو زاباليتا على موقع ليكيب (الفرنسية)
- بابلو زاباليتا على موقع ناشيونال فوتبول تيمز (الإنجليزية)
- بابلو زاباليتا على موقع Soccerbase.com (لاعب) (الإنجليزية)
- بابلو زاباليتا على موقع Soccerway.com (الإنجليزية)
- بابلو زاباليتا على موقع عالم كرة القدم.نت (الإنجليزية)
- بابلو زاباليتا على موقع أوليمبيديا (الإنجليزية)
- بابلو زاباليتا على موقع AS.com (الإسبانية)